# Turističko novinarstvo
Turističko novinarstvo poseban je oblik novinarstva koje pruža informacije o turizmu i putovanjima.
Razvitkom turizma kao gospodarske grane usporedo se razvija i turističko novinarstvo kao zaseban oblik poslovnog novinarstva. Turističko novinarstvo širok je žanr, koji se nalazi između činjenica i fikcije te između književnosti i novinarstva. Najčešći žanr kojim se služi turističko novinarstvo je reportaža. Početci turističkog novinarstva naziru se u Velikoj Britaniji sredinom 19. stoljeća. Razlog zbog kojeg se ono razvija upravo u Velikoj Britaniji povezan je s postojanjem novinarstva koje je bilo u boljem razvoju i činjenice, da se radilo o velikoj kolonijalnoj sili gdje su putovanja bila dijelom života velikog broja ljudi (vojnika, državnih službenika, poslovnih ljudi, novinara). 
Stari tip turističkog novinarstva bio je dio poslovne komunikacije između davatelja i primatelja paketa usluga u turizmu. Putem nove elektronske tehnologije turističko novinarstvo koristi se prikazom turističkih prezentacija te dijalogom s turistima i turističkim djelatnicima pa tako dobiva važnu povratnu informaciju koja pomaže u daljnjem razvoju turizma i turističkog novinarstva.
Dodig (2019) prema sadržaju turističko novinarstvo kategorizira kao: pripovjedačko (storytelling), recenzentsko (ocjenjivanje i predstavljanje sadržaja i proizvoda u turizmu), stručno (analitičko‐komentatorsko, akademsko i sektorsko), aktivističko i promocijsko.
U Hrvatskoj od 1991. godine djeluje Hrvatska udruga turističkih novinara i pisaca u turizmu (FIJET Croatia), koja je jedna od aktivnijih nacionalnih organizacija Svjetske federacije turističkih novinara i pisaca u turizmu (FIJET).